# Dolores Cacuango

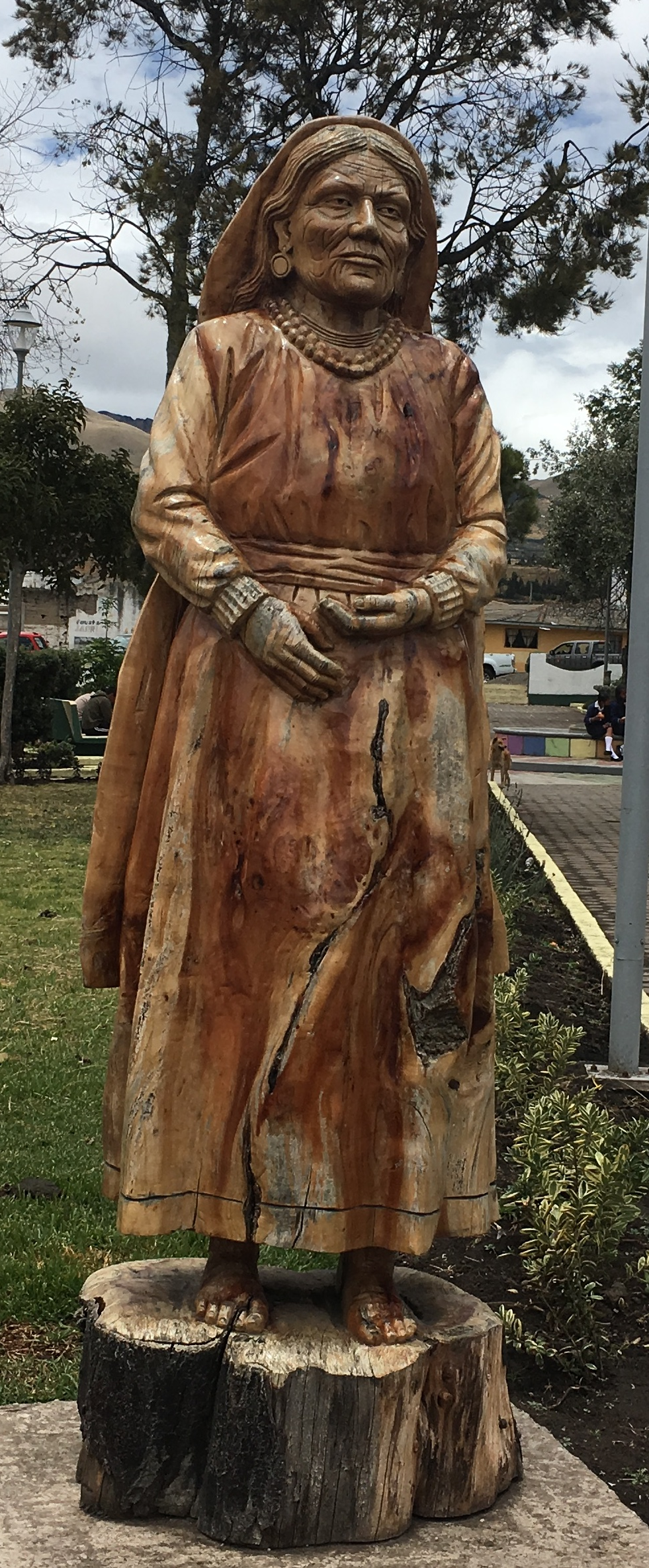
Geschnitzte Holzstatue von Dolores Cacuango im Central Park von Olmedo (Ecuador), 2017

Maria Dolores Cacuango (* 26. Oktober 1881 in Olmedo Pesillo, Ecuador; † 23. April 1971 in Ecuador) war eine ecuadorianische Aktivistin. Sie war eine Pionierin im Kampf für die Rechte der Ureinwohner und der Bauern in Ecuador im frühen 20. Jahrhundert. Zusammen mit anderen indigenen Führern gründete sie 1944 die Federación Ecuatoriana de Indios, die erste ihrer Art in Ecuador. Sie war maßgeblich an der Gründung der ersten zweisprachigen Schulen Ecuadors beteiligt, an denen Spanisch und die indigene Sprache Quichua unterrichtet wurden.

## Leben und Werk
Cacuango war eine zum Kayampi-Volk gehörende Quichua-Frau und wurde auf dem Landgut San Pablo Urcu in der Provinz Pichincha als Tochter von Andrea Quilo und Juan Cacuango  geboren. Ihre Eltern waren peones conciertos, indigene Arbeiter der Haziendas. Sie wuchs aufgrund mangelnder Mittel ohne Bildung auf und war zusammen mit ihrer Familie der Unterdrückung der Arbeiterklasse und rassistischen Ungerechtigkeiten ausgesetzt. Sie floh von der Hacienda Pesillo nach Quito. Sie arbeitete dort als Hausmädchen eines Militäroffiziers und lernte dort, Spanisch zu sprechen, zu lesen und zu schreiben. Sie informierte sich auch über die Kämpfe der indigenen Bevölkerung und der Kleinbauern in städtischen und ländlichen Gebieten. Mit ihrem Wissen kehrte sie in ihre Heimatstadt zurück, um für die Rechte der Arbeiterklasse zu kämpfen. Sie wurde zu einer Anführerin der Bewegung gegen das ausbeuterische Hacienda-System und setzte sich in ihren Reden für Anliegen wie Landrechte, wirtschaftliche Gerechtigkeit und Bildung für die indigene Gemeinschaft ein.
1905 heiratete sie Luis Catacuamba. Sie bekam mit ihm neun Kinder, aber nur ein Sohn erreichte das Erwachsenenalter. Die anderen acht Kinder starben an Darmkrankheiten, die durch die mangelnden sanitären Verhältnisse in der Gegend von Cayambe verursacht wurden.
1930 war sie eine der Anführerinnen des Arbeiterstreiks gegen die Hacienda Pesillo. In diesem Streik setzte sie sich auch für eine bessere Behandlung der indigenen Frauen auf den Haciendas ein, die oft vergewaltigt, geschlagen und ohne Entlohnung zur Arbeit gezwungen wurden. Dieser Streik war so einflussreich, dass er Jahre später Thema des Romans Huasipungo von Jorge Icaza wurde.
Am 28. Mai 1944 führte sie den Angriff auf die Polizeikaserne von Cayambe an. Im Juli 1944 beteiligte sie sich an der Gründung der Konföderation der Arbeiter Ecuadors (CTE) und im darauffolgenden Monat brachte sie die Vertreter der indigenen Gemeinschaften der Sierra zusammen. Sie stimmten der Gründung der transzendentalen Ecuadorianischen Föderation der Indianer (FEI) zu. Jesús Gualavisí, der erfahrene und alte Anführer, wurde zum ersten Generalsekretär gewählt, der nach einigen Monaten von Cacuango abgelöst wurde. Ihre Forderungen betrafen das Wohlergehen der Indigenen und Bauern in Ecuador und forderten insbesondere die Umsetzung der so oft versprochenen Agrarreform und die Landverteilung. Im folgenden Jahr erfüllte sie eine internationale Mission, als sie das Land auf dem CTAL-Kongress in Cali in Kolumbien vertrat.
Cacuango starb am 23. April 1971. In den letzten Jahren ihres Lebens war sie querschnittsgelähmt, was sie daran hinderte ihre üblichen Besuche bei Gemeinden und Organisationen fortzusetzen.

## Ehrungen (Auswahl)

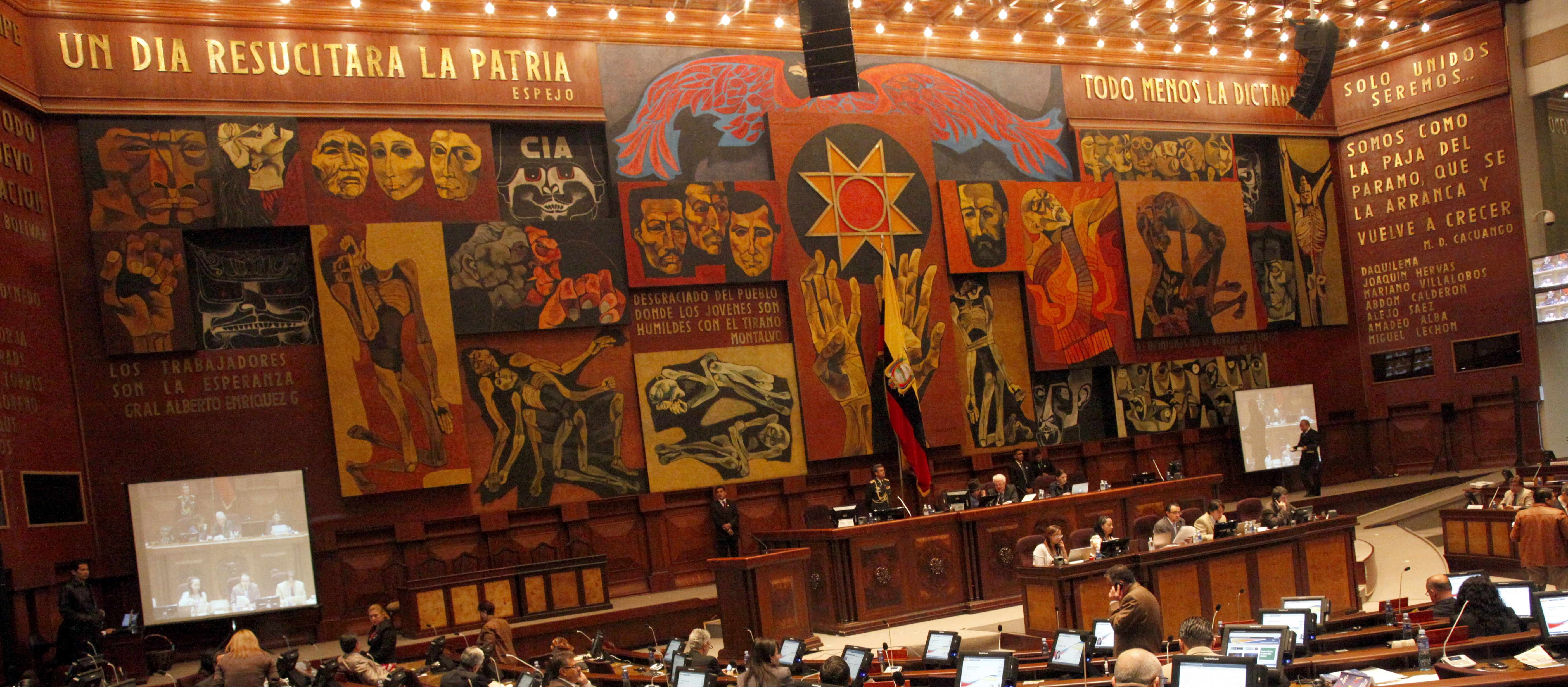
Imagen de la patria. Gemälde von Oswaldo Guayasamín, 1988

- Heute wird Cacuangos Erbe durch eine Straße im Norden Quitos gewürdigt, die nach ihr benannt ist.
- 2009 widmet ihr die UNESCO in Paris eine Ausstellung mit Fotografien und persönlichen Gegenständen.[10]
- Am 26. Oktober 2020 erschien zu ihrem 139. Geburtstag ein Google Doodle.[11]
- 2023 wurde eine neue, in Ecuador entdeckte und vermutlich im Land endemische Schlangenart nach ihr benannt: Tropidophis cacuangoae.[12]
- Die Wespenart Aleiodes cacuangoi wurde ihr zu Ehren benannt.[13]
- Der ecuadorianische Maler Oswaldo Guayasamín hat ihr Porträt in sein Wandgemälde in der ecuadorianischen Nationalversammlung aufgenommen.
- In der Stadt Olmedo, wo sie auch begraben wurde, wurde eine Holzstatue von ihr errichtet.[14]